# Poltys
Poltys là một chi nhện trong họ Araneidae.

## Các loài
- Poltys acuminatus Thorell, 1898 – Myanmar
- Poltys apiculatus Thorell, 1892 – Singapore
- Poltys baculiger Simon, 1907 – Gabon
- Poltys bhabanii (Tikader, 1970) – India
- Poltys bhavnagarensis Patel, 1988 – India
- Poltys caelatus Simon, 1907 – Sierra Leone, Gabon, São Tomé and Príncipe
- Poltys columnaris Thorell, 1890 – India, Sri Lanka, Indonesia (Sumatra), Japan
- Poltys corticosus Pocock, 1898 – East Africa
- Poltys dubius (Walckenaer, 1841) – Vietnam
- Poltys elevatus Thorell, 1890 – Indonesia (Sumatra)
- Poltys ellipticus Han, Zhang & Zhu, 2010 – China
- Poltys fornicatus Simon, 1907 – São Tomé and Príncipe
- Poltys frenchi Hogg, 1899 – New Guinea, indonesia (Moluccas), Australia (Queensland)
- Poltys furcifer Simon, 1881 – Tanzania (Zanzibar), South Africa
- Poltys godrejii Bastawade & Khandal, 2006 – India
- Poltys grayi Smith, 2006 – Australia (Lord Howe Is.)
- Poltys hainanensis Han, Zhang & Zhu, 2010 – China
- Poltys horridus Locket, 1980 – Comoros, Seychelles
- Poltys idae (Ausserer, 1871) – China, Borneo
- Poltys illepidus C. L. Koch, 1843 (type) – Thailand to Australia (mainland, Lord Howe Is., Norfolk Is.)
- Poltys jujorum Smith, 2006 – Australia (Queensland)
- Poltys kochi Keyserling, 1864 – Mauritius, Madagascar
- Poltys laciniosus Keyserling, 1886 – Australia
- Poltys longitergus Hogg, 1919 – Indonesia (Sumatra)
- Poltys milledgei Smith, 2006 – Australia (Western Australia, Northern Territory), Indonesia (Bali, Sumbawa)
- Poltys monstrosus Simon, 1897 – Sierra Leone
- Poltys mouhoti (Günther, 1862) – Vietnam
- Poltys nagpurensis Tikader, 1982 – Iran, India
- Poltys nigrinus Saito, 1933 – Taiwan
- Poltys noblei Smith, 2006 – Australia (Queensland, New South Wales, Victoria)
- Poltys pannuceus Thorell, 1895 – Myanmar
- Poltys pogonias Thorell, 1891 – India (Nicobar Is.)
- Poltys pygmaeus Han, Zhang & Zhu, 2010 – China
- Poltys raphanus Thorell, 1898 – Myanmar
- Poltys rehmanii Bastawade & Khandal, 2006 – India
- Poltys reuteri Lenz, 1886 – Madagascar
- Poltys squarrosus Thorell, 1898 – Myanmar
- Poltys stygius Thorell, 1898 – Myanmar to Australia (Queensland)
- Poltys timmeh Smith, 2006 – New Caledonia, Loyalty Is.
- Poltys turriger Simon, 1897 – Vietnam
- Poltys turritus Thorell, 1898 – Myanmar
- Poltys unguifer Simon, 1909 – Vietnam
- Poltys vesicularis Simon, 1889 – Madagascar